# John Okello
John Gideon Okello (Lango, Uganda, 1937, – ?, 1971) fue uno de los más excéntricos revolucionarios y también uno de los más conocidos de África. En 1964 condujo la Revolución de Zanzíbar que derrocó al Sultan Jamshid bin Abdullah, logrando la proclamación de Zanzíbar como república.

## Biografía

### Juventud
John Okello fue bautizado a los dos años bajo el nombre de Gideon. A los 11 años se quedó huérfano, y creció con otros parientes. Cuando tenía quince, dejó su casa para buscar trabajo, y lo hizo en el este de África. Trabajó desde 1944 como oficinista, criado y jardinero. Posteriormente, aprendió el oficio de la albañilería, y trabajó como albañil. Fue arrestado en Nairobi (Kenia) por razones que no están claras, y estuvo en prisión durante dos años. En ese tiempo, se convirtió en un revolucionario. 
Se especula sobre que Okello fue entrenado en la Cuba comunista de Fidel Castro, sin embargo, esto no ha sido confirmado por el propio Okello. 

### Oficial de policía en Pemba
En 1959 Okello viajó a la isla de Pemba, donde intentó encontrar trabajo en alguna de las granjas. Sin embargo, se convirtió en oficial de policía. Okello ingresó en el Partido Afro-Shirazi del jeque Abeid Karume. Este partido se oponía a la posición dominante de la minoría árabe en las islas de Zanzíbar y Pemba.

### Revolucionario
Okello fue a Zanzíbar en 1963, donde contactó con líderes de la Afro-Shirazi Youth League, la organización juvenil del Partido Afro-Shirazi. La Youth League luchaba por una revolución que quebrase el poder de los árabes. En Zanzíbar, Okello fue también miembro de la Unión de Pintores, siendo pintor de casas. En su tiempo libre construyó un pequeño armamento para determinados nacionalistas africanos, con el fin de respetar las estrictas reglas de Okello: Abstinencia sexual, no comer carne y no beber alcohol. 
El altamente religioso Okello, estaba convencido de que Dios le había dado órdenes en sus sueños para quebrar la posición de poder de los árabes, y para formar el revolucionario estado de Zanzíbar y Pemba. En la noche anterior a la "revolución", Okello dio a sus hombres la orden de matar a todos los árabes entre 18 y 25 años.

### Levantamiento
El 12 de enero de 1964 con el apoyo popular de la oprimida mayoría africana nativa, Okello y sus hombres se abrieron camino hasta la capital de Zanzíbar, Stone Town, donde el sultán vivía. A pesar de que estaban pobremente armados, Okello y sus seguidores sorprendieron al cuerpo de policía de Zanzíbar y tomaron el poder.
Durante un discurso radiofónico, Okello se autoproclamó "Mariscal de campo de Zanzíbar y Pemba". 
El sultán, el primer ministro y otros funcionarios importantes se las arreglaron para escapar. Sin embargo, el golpe de Estado dio lugar a la masacre poco conocida de entre 5.000 y 20.000 árabes, cuyas familias habían vivido durante siglos en Zanzíbar.
Okello creó un Consejo Revolucionario y nombró al líder del Partido Afro-Shirazi, Abeid Karume, como presidente y al líder del Partido Umma (árabe), jeque Abdulrahman Muhammad Babu, como primer ministro. Tanto Karume como Babu no habían sido informados del golpe de Estado. Ambos residían en Tanganika, pero volvieron a Zanzíbar, donde fueron recibidos por Okello. Sin embargo, ni Karume ni Babu querían tener nada que ver con él, pues, Okello parecía ser demasiado inestable como para jugar cualquier papel en el gobierno del nuevo país y fue apartado en silencio de la escena política por Karume, que le permitió retener su título de mariscal de campo.
En de febrero, Zanzíbar finalmente regresó a la normalidad y Karume fue aceptado, casi sin lugar a dudas, como su presidente. Okello formó una unidad paramilitar, conocida como Fuerza Militar de la Libertad (Freedom Military Force o FMF), con sus propios partidarios. Pero, al poco tiempo, esta fue desarmada por los partidarios de Karume y una milicia del partido Umma. A Okello se le negó el acceso al país cuando trató de regresar de un viaje al continente y deportado a Tanganika y luego a Kenia, antes de regresar, destituido, a su nativa Uganda. Él fue removido oficialmente de su puesto de mariscal de campo el 11 de marzo.
El 26 de abril, Karume anunció que había negociado la unión con Tanganika para formar un nuevo país: Tanzania.
Okello fue visto por última vez con el presidente de Uganda Idi Amin en 1971 y después desapareció. En el libro "Revolution in Zanzibar", escrito por Don Petterson, más o menos se asume que Idi Amin lo veía como una amenaza y habría ordenado su asesinato. Sin embargo, esto sigue siendo una especulación.